# Sakata SAS
Sakata SAS (parfois appelée SAS Sakata ) est une entreprise japonaise qui exerce son activité entre autres dans le domaine de la programmation du jeu vidéo mais aussi dans le développement de logiciels et matériel électronique. C'est une filiale de la société japonaise SAS Co.Ltd.
Sakata SAS fut fondée en avril 1985 et a son siège social à Sakata, Yamagata. Sa société-mère SAS fut fondée le 7 mars 1980 et son bureau-chef est situé à Taitō. En mars 1982, Sigma Electronics Co., Ltd., une société de développement de matériel fondée 1971, est fusionnée à SAS qui est alors rebaptisée de System Technology Co., Ltd à son nom actuel SAS Co.Ltd.,
En novembre 2022, Extreme Co., Ltd. acquiert 51,3% de SAS ce qui est fait essentiellement une filiale.

## Jeux développés
Ci-dessous est une liste partielle de jeux vidéo développés par Sakata SAS ou sa société-mère SAS tirée de trois pages webs de  sites internet de l'entreprise,, Il semble que Sakata SAS était essentiellement un co-développeur spécialisé dans le volet de la programmation de jeux vidéo. Les autres éléments du jeu vidéo tels que le design, le graphisme, la musique ou le son ne relevaient pas de Sakata SAS et auraient plutôt été pris en charge selon le cas soit par l'éditeur lui-même (par exemple Data East) soit par un autre développeur tiers (Indieszero, Pophouse, etc.).
- BurgerTime (1985, NES)
- Bump 'n' Jump (1986, NES)
- Karnov (1987, NES)
- Tantei Jingūji Saburō: Shinjuku Chūō Kōen Satsujin Jiken (1987, Famicom Disk System) - J
- Tantei Jingūji Saburō: Yokohama-ko Renzoku Satsujin Jiken (1988, NES) - J
- Karate Champ (1988, Famicom Disk System)
- Tantei Jingūji Saburō: Kiken na Futari - Zenpen (1988, Famicom Disk System) - J
- Tantei Jingūji Saburō: Kiken na Futari - Kōhen (1989, Famicom Disk System) - J
- RoboCop (1989, NES)
- Boulder Dash (1990, NES)
- Werewolf: The Last Warrior (1990, NES)
- Doraemon: Nobita to yōsei no kuni (19 février 1993, Super Nintendo) - J
- Doraemon 2: Nobita no toys land daibouken (17 décembre 1993, Super Nintendo) - J
- Sanrio Shanghai (1994, Super Nintendo) - J
- Doraemon: Nobita to Fukkatsu no Hoshi (1996, PlayStation,  Sega Saturn) - J
- Dark Law: Meaning of Death (1997, Super Nintendo) - J
- Theatrhythm Final Fantasy (2011, 3DS)
- Theatrhythm Final Fantasy: Curtain Call (2014, 3DS)